# Obbe Sikkes Bangma
Obbe Sikkes Bangma (Pingjum, 30 mei 1768 - Amsterdam, 23 november 1829) was een Nederlandse wis- en zeevaartkundige.

## Persoonlijk leven
Bangma was het zesde kind van Sikke Bangma (1724-1786) uit Zurich en Trijntje Jans Bangma (1732-1818) uit Pingjum. Hij trad op 4 mei 1810 in het huwelijk met Maria Clara Storm. Het huwelijk bleef kinderloos.   

## Carrière
In de periode 1787-1805 was hij onderwijzer aan de Kweekschool voor de Zeevaart te Amsterdam. Vlak na de Franse bezetting was hij in de jaren 1814-1817 eerste secretaris, tevens redacteur van de tijdschriften van het Wiskundig Genootschap in Amsterdam. Bij dit genootschap hoorde hij bij een select groepje dat aansluiting probeerde te krijgen bij de Franse- en de Duitse wiskunde. Men las en besprak onder ander de Disquisitiones Arithmeticae van Gauss, het getaltheoretische werk van Legendre en de "vitesses virtuelles" uit de mechanica van Lagrange
Hij assisteerde professor Jean Henri van Swinden bij diens berekeningen voor de Hollandse Sociëteit van de Levensverzekeringen. Later volgde hij van Swinden op als wiskundig adviseur van deze levensverzekeringsmaatschappij. Later werd hij directeur van de stuurmanschool. 
Sedert 1816 was hij Lid van het Koninklijk Nederlandsch Instituut. 
Hij schreef een aantal verhandelingen en leerboeken over wis- en zeevaartkunde.

## Werken
- O.S. Bangma, Inleiding tot de algebra, ten dienst van de scholen, zie hier, Amsterdam, P.G. en N. Geysbeek (1811)

- O.S. Bangma, Grondbeginsels der stuurmanskunst: Bevattende ... eene verklaring van eenige meetkundige, sterrekundige, en aardrijkskundige grondbeginsels ... eene verklaring van de bijzondere deelen der stuurmanskunst, Amsterdam, P.G Geysbeek (1816)

## Secundaire literatuur
- M. van Haaften, Het Wiskundig Genootschap (Gron. 1923), 155; J.C.M. Warnsinck, De Kweekschool voor de Zeevaart en de Stuurmanskunst (Amsterdam 1935), 347;
- J.W. de Roever, Obbe Sikkes Bangma, wiskundige der Holl. Sociëteit in De Levensverzekering (1936), 73-81.

## Voetnoot
1. ↑  Danny Beckers, "Het despotisme der mathesis", Opkomst van de propaedeutische functie van de wiskunde in Nederland 1750-1850, blz 39, noot 88